# دارستنگ
دارستنگ یک روستا در ایران است که در بخش مرکزی شهرستان سربیشه واقع شده‌است. دارستنگ ۳۲ نفر جمعیت دارد.